# Robert de Torigni
Robert de Torigni, o a vegades de Thorigny (Robertus de Torigneio.), nascut a Torigni-sur-Vire cap a 1110 i mort el 24 de juny de 1186 fou un cronista normand, setzè abat del Mont Saint-Michel, de 1154 a 1186, gran constructor, diplomàtic, historiador i conseller privat d'Enric II d'Anglaterra.

## Biografia
Originari de Torigni-sur-Vire, Robert, nascut el 1106, seria segons T. El Roy el fill de Teduí i d'Agnès, senyors de Torigni.
Va entrar a l'Abadia del Bec (Notre-Dame du Bec) el 1128, sota l'abat Bosó. Robert en va esdevenir probablement el prior el 1149.
Fou escollit abat del Mont-Saint-Michel el 27 de maig de 1154. Fou confirmat el 24 de juny i beneït el 22 de juliol per Hug d'Amiens, arquebisbe de Rouen, ajudat d'Herbert, bisbe d'Avranches, Gerard, bisbe de Sées, Roger de Bailleul, abat del Bec, Michel, abat de Préaux i Hug, abat de Saint-Sauveur-le-Vicomte.
Va realitzar a l'abadia del Mont Saint Michel diversos i importants treballs, edificant entre altres les dues torres occidentals i l'edifici sud que comprèn l'hostaleria i la infermeria.
El 29 de setembre de 1158, Enric II d'Anglaterra va assistir a la missa i va menjar al refectori dels monjos amb els seus barons, a la seva tornada d'Avranches on havia rebut la submissió de Conan de Bretanya. El 23 de novembre següent, els reis Lluís VII de França i Enric II assistiren a la missa per segellar la seva reconciliació.
Es trobava a Domfront el 1161 per al bateig d'Elionor d'Anglaterra, filla d'Enric II i d'Elionor d'Aquitània, amb Achard de Saint-Victor, padrí de la batejada.
Robert va esdevenir el gener de 1162 castellà de Pontorson. Va estar present el 1163 al Concili de Tours per invitació del papa Alexandre III. Els béns de l'abadia a Bretanya foren confirmats el 30 de setembre de 1164 per Esteve, bisbe de Rennes. Va presidir el maig 1169 a Rennes la cerimònia d'investidura de Geoffroi II Plantagenet, nou duc de Bretanya, amb Esteve de Falgueres, bisbe de Rennes i Albert, bisbe de Saint-Malo.
Va participar l'11 de novembre de 1177 amb Enric, bisbe de Bayeux i Ricard, bisbe d'Avranches a l'elecció de Roland, degà d'Avranches a l'arquebisbat de Dol.
Fou enterrat sota l'actual porta lateral de l'església, del costat de l'epístola; la seva sepultura fou trobada el 1875 per Édouard Assaonar.

## El cronista
Robert de Torigni fou també un gran lector d'obres religioses i de profanes. En tant que prior i abat, estava més implicat en el món secular que Orderic Vital i Guillem de Jumièges, els dos coautors de la Gesta Normannorum Ducum. La primera obra substancial de Robert de Torigni fou la revisió de la Gesta Normannorum Ducum datant de 1139. Fou l'autor d'apèndixs i d'annexos a la crònica de Sigibert de Gembloux que cobreix el període 385 a 1100. La Gesta Normannorum Ducum és una continuació de Sigebert que s'estén de 1100 a 1186. Aquesta obra és d'interès per la història de 1154 a 1170.

## Obres
- Chronique de Robert de Torigni, abbé du Mont-Saint-Michel, Éd. Léopold Delisle, Rouen, Le Brument, 1872-3.
- De ortu Waluuanii nepotis Arturi, Éd. Robert Day, Mildred Leake, New York; London, Garland, 1984.
- De immutatione ordinis monachorum